# Orfandad

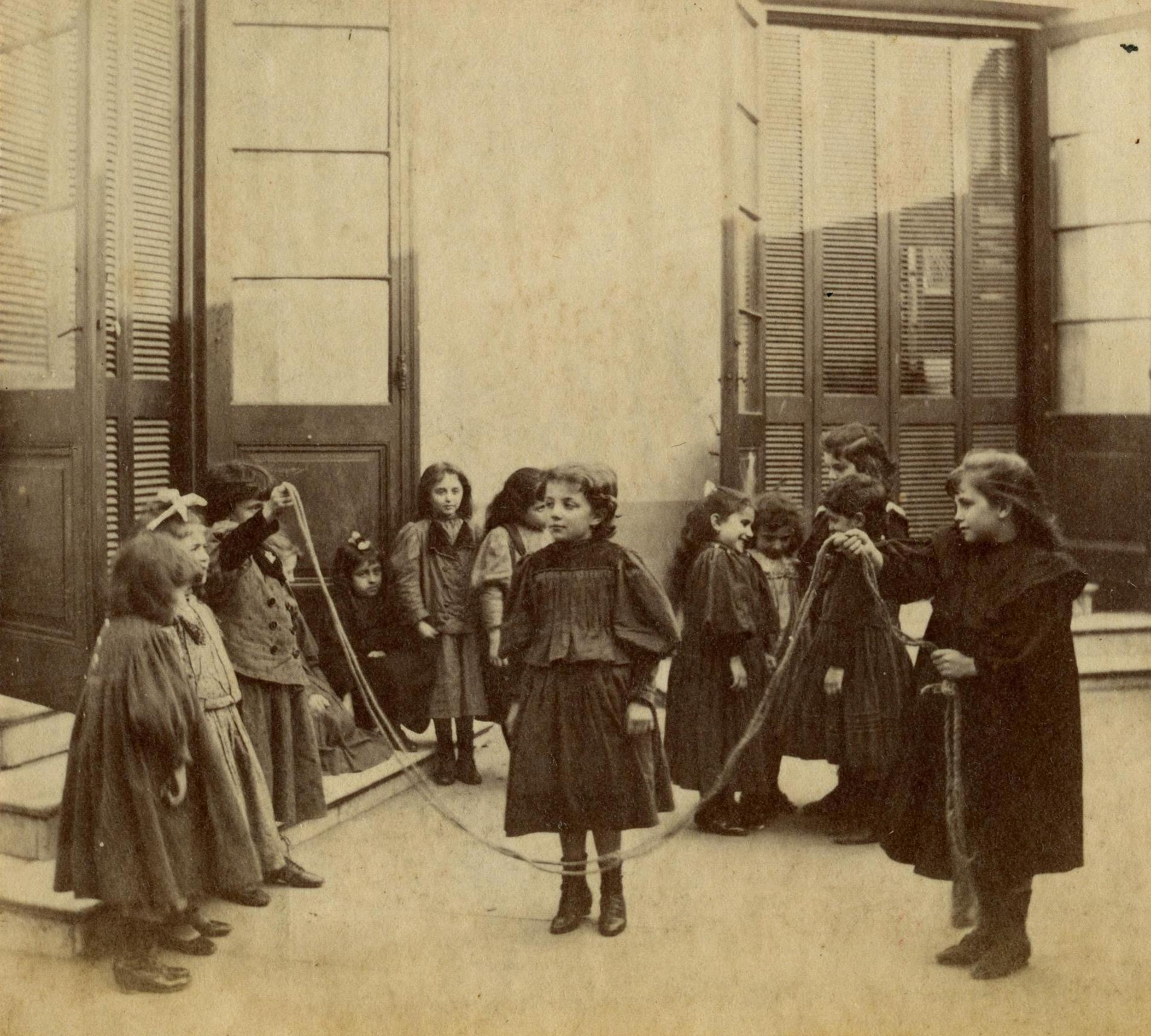
Niñas en el Asilo de Huérfanas de Buenos Aires, fines del.

Un huérfano (del griego ὀρφανός) (en Sudamérica guacho) es un niño cuyos padres están ausentes, muertos, o lo abandonaron.
Una definición legal utilizada en los Estados Unidos es la de alguien privado a través de "la muerte o la desaparición, por abandono o deserción, o la separación o la pérdida de ambos padres". Su uso común está referido a niños (o a animales jóvenes) que han perdido a ambos padres. Sobre esta base los medio-huérfanos son los que tienen un padre vivo.
Abandono, estado en que quedan los hijos por la muerte de sus padres o de uno de los dos, a pesar de vivir con su familia, se considera huérfano aquel que está descuidado, abandonado y que no puede valerse por sí mismo para remediar su abandono o falta de compañía y cariño.
UNICEF y numerosas organizaciones internacionales (por ejemplo UNAIDS) revisaron la definición de huérfano a mediados de los años 90, cuando la pandemia de SIDA provocó la muerte de millones de padres en todo el mundo y cada vez más niños crecieron sin uno o más progenitores. Se introdujeron los términos huérfano único - pérdida de uno de los padres - y huérfano doble - pérdida de ambos padres -. Desde entonces, UNICEF y sus socios mundiales han definido al huérfano como un niño menor de 18 años que ha perdido a uno o a ambos progenitores por fallecimiento. Según esta definición, en 2015 había casi 140 millones de huérfanos en todo el mundo (según UNICEF), incluidos 61 millones en Asia, 52 millones en África, 10 millones en América Latina y el Caribe y 7,3 millones en Europa del Este y Asia Central. Se incluyeron tanto los niños que han perdido a ambos progenitores como los niños con un progenitor vivo. De los casi 140 millones de niños clasificados como huérfanos, alrededor de 15,1 millones han perdido a ambos padres. El 95 % de todos los huérfanos tienen más de cinco años. Esta definición contrasta con los conceptos de orfandad de algunos países industrializados, donde un niño debe haber perdido a ambos padres para ser reconocido como huérfano.
En algunas especies animales, donde normalmente el padre abandona a la madre y los jóvenes durante o antes del nacimiento, los jóvenes serán llamados huérfanos cuando la madre fallezca, independientemente de la condición del padre.

## Población
Los huérfanos son relativamente raros en los países desarrollados porque la mayoría de los niños pueden esperar que ambos progenitores sobrevivan a su infancia. El número de huérfanos es mucho mayor en países devastados por la guerra, como Afganistán.
| Continente                 | Número de huérfanos (1000s) | Huérfanos como porcentaje del total de niños |
| -------------------------- | --------------------------- | -------------------------------------------- |
| África                     | 34,294                      | 11.9 %                                       |
| Asia                       | 65,504                      | 6.5 %                                        |
| América Latina y el Caribe | 8,166                       | 7.4 %                                        |
| Total                      | 107,964                     | 7.6 %                                        |

| Año  | País     | Huérfanos % del total de niños | Huérfanos con SIDA % de huérfanos | Total de huérfanos | Total de huérfanos (asociados al SIDA) | Maternal (total) | Maternal (asociados al SIDA) | Paternal (total) | Paternal (asociados al SIDA) | Doble (total) | Doble (asociados al SIDA) |
| ---- | -------- | ------------------------------ | --------------------------------- | ------------------ | -------------------------------------- | ---------------- | ---------------------------- | ---------------- | ---------------------------- | ------------- | ------------------------- |
| 1990 | Botswana | 5.9                            | 3.0                               | 34,000             | 1,000                                  | 14,000           | < 100                        | 23,000           | 1,000                        | 2,000         | < 100                     |
| 1990 | Lesoto   | 10.6                           | 2.9                               | 73,000             | < 100                                  | 31,000           | < 100                        | 49,000           | < 100                        | 8,000         | < 100                     |
| 1990 | Malawi   | 11.8                           | 5.7                               | 524,000            | 30,000                                 | 233,000          | 11,000                       | 346,000          | 23,000                       | 55,000        | 6,000                     |
| 1990 | Uganda   | 12.2                           | 17.4                              | 1,015,000          | 177,000                                | 437,000          | 72,000                       | 700,000          | 138,000                      | 122,000       | 44,000                    |
| 1995 | Botswana | 8.3                            | 33.7                              | 55,000             | 18,000                                 | 19,000           | 7,000                        | 37,000           | 13,000                       | 5,000         | 3,000                     |
| 1995 | Lesoto   | 10.3                           | 5.5                               | 77,000             | 4,000                                  | 31,000           | 1,000                        | 52,000           | 4,000                        | 7,000         | 1,000                     |
| 1995 | Malawi   | 14.2                           | 24.6                              | 664,000            | 163,000                                | 305,000          | 78,000                       | 442,000          | 115,000                      | 83,000        | 41,000                    |
| 1995 | Uganda   | 14.9                           | 42.4                              | 1,456,000          | 617,000                                | 720,000          | 341,000                      | 1,019,000        | 450,000                      | 282,000       | 211,000                   |
| 2001 | Botswana | 15.1                           | 70.5                              | 98,000             | 69,000                                 | 69,000           | 58,000                       | 91,000           | 69,000                       | 62,000        | 61,000                    |
| 2001 | Lesoto   | 17.0                           | 53.5                              | 137,000            | 73,000                                 | 66,000           | 38,000                       | 108,000          | 63,000                       | 37,000        | 32,000                    |
| 2001 | Malawi   | 17.5                           | 49.9                              | 937,000            | 468,000                                | 506,000          | 282,000                      | 624,000          | 315,000                      | 194,000       | 159,000                   |
| 2001 | Uganda   | 14.6                           | 51.1                              | 1,731,000          | 884,000                                | 902,000          | 517,000                      | 1,144,000        | 581,000                      | 315,000       | 257,000                   |

- Información del 2001 del Informe 2002 UNICEF/UNAIDS[5]
- China: una encuesta realizada por el Ministerio de Asuntos Civiles en 2005 mostró que China tiene unos 573 000 huérfanos menores de 18 años.[6]
- Rusia: según informes rusos de 2002 citados por el New York Times, 650 000 niños viven en orfanatos. Son liberados a los 16 años, y el 40 % se convierten en personas sin hogar, mientras que el 30 % se convierten en delincuentes o se suicidan.[7]
- América Latina: los niños de la calle tienen una presencia importante en América Latina; algunos estiman que hay hasta 40 millones de niños de la calle en Iberoamérica.[8] Aunque no todos los niños de la calle son huérfanos, todos los niños de la calle trabajan y muchos carecen de suficiente apoyo familiar.[9]
- Estados Unidos: alrededor de dos millones de niños en Estados Unidos (aproximadamente el 2,7 % de los niños) tienen un padre o una madre fallecidos. Unos 100 000 niños han perdido a ambos progenitores.[10]

## Huérfanos en la literatura

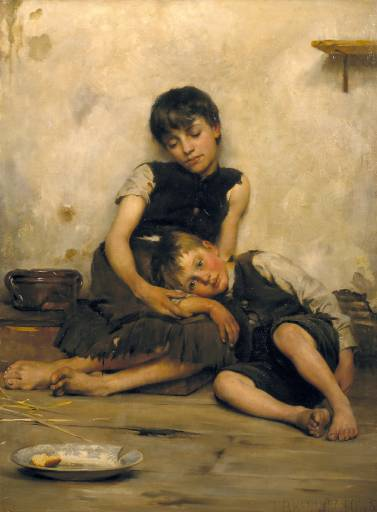
Huérfanos (1885), por Thomas Kennington.

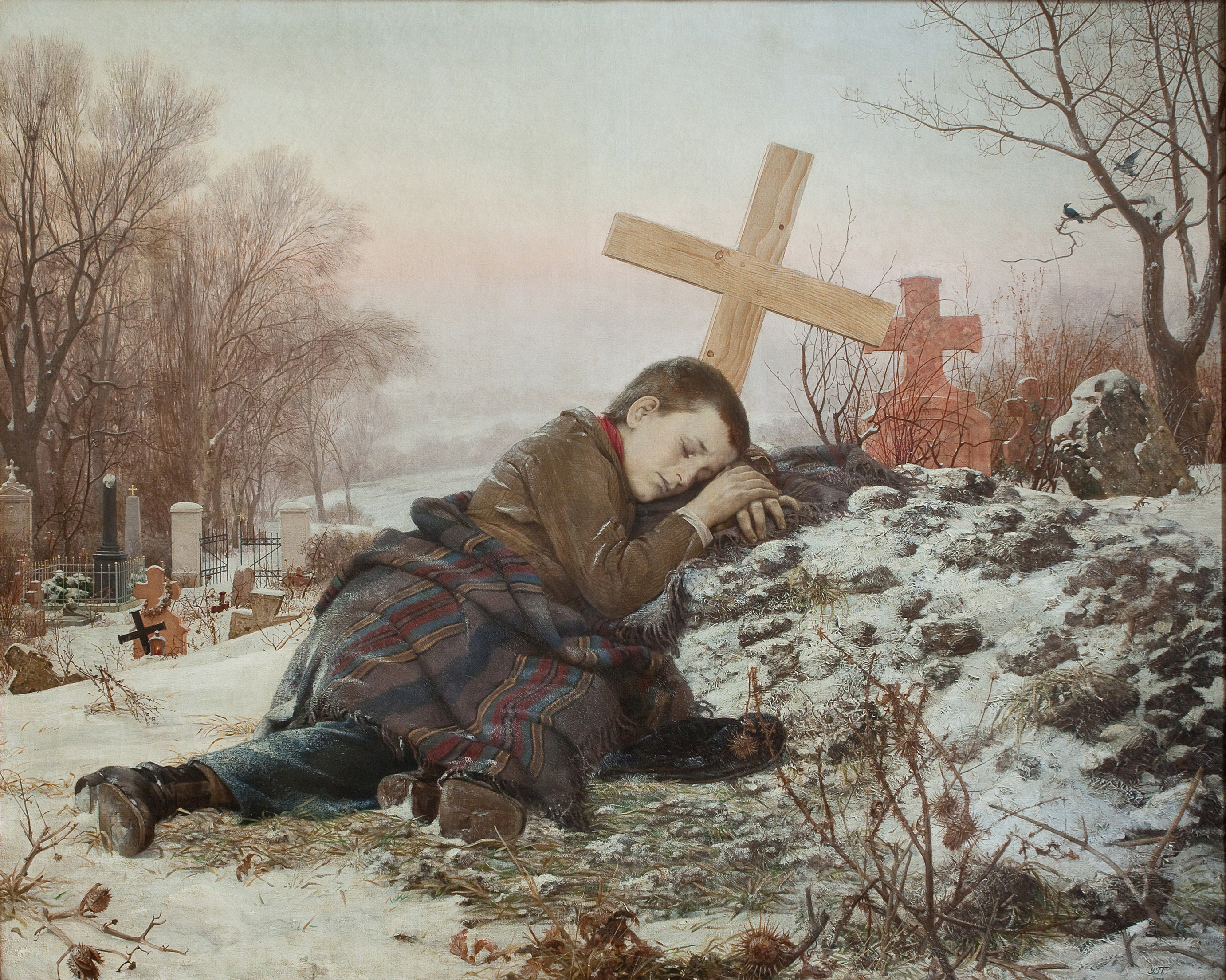
Pintura de Uroš Predić, Huérfano duerme sobre la tumba de su madre (1888)

Personajes huérfanos son muy comunes como protagonistas literarios, especialmente en la literatura para niños y de fantasía. La falta de los padres deja a los personajes vidas más interesantes y la posibilidad de aventuras, liberando de las obligaciones familiares y del control, y los privan de una vida más prosaica. Crea personajes que son independientes y que se esfuerzan en el desarrollo introspectivo y del afecto. Huérfanos pueden metafóricamente realizar una búsqueda para la auto-comprensión a través de tratar de conocer sus raíces. Los padres también pueden ser aliados y fuentes de ayuda para los niños, y la eliminación de los padres hace que el carácter de las dificultades se agrave. Los padres, además, pueden ser irrelevante para el tema de un escritor está tratando de desarrollar, orfandad y el carácter libera al escritor de la necesidad de describir esa relación irrelevante, si una relación padre-hijo es importante, la eliminación de los demás impide a los padres que complica la relación necesaria. Todas estas características hacen de los huérfanos atractivos personajes de los autores.
Los huérfanos son comunes en los cuentos de hadas, como algunas variantes de Cenicienta y más recientemente la saga de Harry Potter, que se basa en el sacrificio materno y la orfandad recompensada. Otros casos son El Chavo del 8. Muchos superhéroes, incluyendo Supermán, Batman, Robin, Spiderman, Wolverine, Iron Man, Tormenta y Daredevil, son huérfanos.

### En textos religiosos
Orfanato Madre de la Paz contra el SIDA, Zimbabue (2005)
Muchos textos religiosos, entre ellos la Biblia y el Corán, contienen la idea de que ayudar y defender a los huérfanos es un asunto muy importante y agradable para Dios. Los líderes religiosos Moisés y Mahoma quedaron huérfanos de niños. Varias citas de las escrituras describen cómo se debe tratar a los huérfanos.

#### Biblia
- "No te aproveches de una viuda o de un huérfano". (Biblia hebrea, Éxodo 22:22)
- "Alégrate en tu fiesta: tú, tus hijos e hijas, tus siervos y siervas, y los levitas, los extranjeros, los huérfanos y las viudas que viven en tus ciudades" (Biblia hebrea, Libro de Deuteronomio 16:14)[18].
- "Dejad a vuestros huérfanos; yo protegeré sus vidas. También tus viudas pueden confiar en mí". (Biblia hebrea, Jeremías 49:11)
- "Para juzgar al huérfano y al oprimido, para que el hombre de la tierra no oprima más". (Biblia hebrea, Salmos 10:18)
- "No os dejaré como huérfanos; vendré a vosotros". (Nuevo Testamento, Juan 14:18)
- "La religión que Dios, nuestro Padre, acepta como pura e intachable es ésta: cuidar de los huérfanos y de las viudas en su aflicción y guardarse de la contaminación del mundo". (Nuevo Testamento, Santiago 1:27)

#### Corán
- "Y alimentan, por amor a Dios, al indigente, al huérfano y al cautivo," - (El Corán, El Humano: 8)
- "Por tanto, no tratéis al huérfano con dureza", (El Corán, Las horas de la mañana: 9)
- "¿No has visto a los que niegan la fe y el Día del Juicio? Esos son los que alejan a los huérfanos con dureza y no fomentan la alimentación de los indigentes. Por eso, ay de los que hacen la oración pero la descuidan o la exhiben por vanidad, y de los que niegan hasta las pequeñas bondades con los demás." - (El Corán, Pequeñas bondades: 1-7)
- "(Sed buenos con) los huérfanos y los más pobres. Y hablad con buenas palabras a la gente". (El Corán, La Vaquilla: 83)
- "...Te preguntarán por los bienes de los huérfanos. Di: 'Lo mejor es administrarla en su beneficio'. Si mezclas tu propiedad con la de ellos, son tus hermanos..." (El Corán, La Vaquilla: 220)
- "Dad a los huérfanos su propiedad, y no sustituyáis lo malo por lo bueno. No asimiles sus bienes a los tuyos. Hacerlo es un delito grave". (El Corán, Las mujeres: 2)
- "Vigila de cerca a los huérfanos hasta que lleguen a la edad de casarse, entonces si percibes que tienen buen juicio entrégales sus bienes..." (El Corán, Las mujeres: 6)

## Tratamiento social
En la actualidad, en los países desarrollados, los niños huérfanos que no son acogidos por su familia extensa son colocados en un centro de adopción que los cuida, normalmente los educa, y luego son adoptados por una familia permanente lo antes posible.
En el pasado y todavía en gran parte del mundo, los huérfanos suelen vivir sin hogar, convertirse en "niños de la calle" o ser mantenidos en residencias colectivas como hospicios, orfanatos o por congregaciones; los menores pueden recibir una atención inadecuada o incluso con consecuencias adversas, especialmente en los establecimientos donde los niños se mezclen con adultos sin hogar y con enfermedades mentales.
En algunas naciones que se enfrentan a la guerra y al SIDA, los padres de una parte importante de la población joven han muerto, por ejemplo, en Tanzania, Uganda o Botsuana, lo que ha provocado una gran crisis humanitaria. En la República Popular China, a veces se abandona a las niñas debido a la política de natalidad, lo que crea un importante número de huérfanas.

## Intervenciones gubernamentales en el mundo

### Programa de acompañamiento a jóvenes sin cuidados parentales en Argentina
En Argentina, el Programa de acompañamiento a jóvenes sin cuidados parentales protege y ayuda a los adolescentes y jóvenes que están separados de sus familias y viven en dispositivos de cuidado formal porque las autoridades tomaron medidas de protección de sus derechos. Los dispositivos de cuidado formal pueden ser institutos, hogares, residencias juveniles, casas hogares, familias cuidadoras, familias comunitarias, familias de acogimiento, pequeños hogares, familias solidarias, familias sustitutas, familias de tránsito, familias de contención, amas externas, familias guardadoras u hogares transitorios.
El ingreso al programa es voluntario, el adolescente o joven siempre tiene que dar su consentimiento informado para ingresar al programa y si el joven quiere salir del programa puede hacerlo. El programa debe terminar si el joven decide salir y lo comunica de una manera que se pueda comprobar. El programa tiene dos diferentes tipos de acompañamientos: el acompañamiento personal y la asignación económica mensual.
1. El acompañamiento personal, indica que el joven es acompañado por una persona referente que debe trabajar para que el joven tenga mayor autonomía y con respeto a los contenidos de salud; salud sexual; procreación responsable y planificación familiar; educación; formación y empleo; vivienda; derechos humanos y formación ciudadana; familia y redes sociales; recreación y tiempo libre; habilidades para la vida independiente; identidad y planificación financiera; y manejo del dinero.
2. La asignación económica, es una suma de dinero que cobra el joven a título personal cada mes y es igual al 80 % de un salario mínimo vital y móvil; lo cobra desde el momento en que sale de los dispositivos de cuidado formal hasta los 21 años, pero si el joven estudia o se capacita en un oficio, el beneficio se puede extender hasta los 25 años.

### En Francia

#### Pupille de la Nación
Francia reconoce a los huérfanos de Francia, especialmente a las víctimas de las dos guerras mundiales, bajo el término "pupille de la Nación" cuando son menores de edad. Cuentan con el apoyo de la Oficina Nacional de Veteranos y Víctimas de Guerra (ONAC). Al final de la Primera Guerra Mundial, había 986 000 de ellos. Después de la Segunda Guerra Mundial, había 350 000 pupilles de la nación al final de la guerra.
Surgió una controversia a raíz de la indemnización de los huérfanos judíos (Orden del Primer Ministro de 2000) y de los hijos de deportados políticos y combatientes de la resistencia, con la condición expresa de que estos últimos no hubieran estado "armados" en el momento de su ejecución (Orden del Primer Ministro de 2004): los demás huérfanos de guerra no tenían derecho a esta indemnización.
Actualmente, una parte de los huérfanos de guerra de la Segunda Guerra Mundial no tiene derecho a esta indemnización ·.
Debido a la inmensa necesidad de acoger a estos huérfanos de guerra, se crearon hogares infantiles durante las dos guerras. Algunas de ellas siguen existiendo, aunque su misión ha cambiado en la actualidad. Acogen a niños con dificultades sociales, estén o no bajo la tutela del Estado
- El "Nid fleuri", una institución creada durante la Primera Guerra Mundial..[14]
- La "Maison de Sèvres" acogió inicialmente a niños tras el éxodo de 1940, y luego a niños judíos escondidos[15]

#### Pupille del Estado
Los alumnos del Estado no son todos huérfanos o abandonados, sino niños confiados (colocados) a la ASE (Aide sociale à l'enfance). Hasta los años 80, se les conocía coloquialmente como enfants de l'assistance o DDASS (asistencia pública).
El tour d'abandon se utilizó en Francia hasta finales del siglo XIX; era la única forma de luchar contra el infanticidio y los fabricantes de ángeles bajo el antiguo régimen. El nacimiento bajo X y la creación de centros maternos (hogares), permite a la madre dar a luz en condiciones sanitarias y humanas más aceptables. Hoy en día, las personas nacidas de X (padre desconocido) desean conocer sus orígenes para construir su vida, de ahí la flexibilización de la legislación.